# Antoine Polette
Pour les articles homonymes, voir Polette et Paulet.
Antoine Polette, né le 24 août 1807 à Pointe-aux-Trembles (aujourd'hui Neuville) et mort le 6 janvier 1887 à Trois-Rivières, est un avocat et homme politique canadien-français.

## Biographie
Antoine Polette naît le 24 août 1807 à Pointe-aux-Trembles, aujourd'hui Neuville, près de Québec. Fils du cultivateur Antoine Paulet et de Marie-Josephe Bertrand, il est baptisé dans la paroisse Saint-François-de-Sales.
Il grandit dans son village natal où il étudie à l'école de sa paroisse avant de fréquenter pendant un an le Petit Séminaire de Québec. En 1821, à l'âge de 14 ans, il commence l'apprentissage du droit à Québec en devenant clerc au bureau d’Hilaire Miot-Girard. Après un stage à l’étude de Joseph Lagueux, il est admis au Barreau en septembre 1828 à l'âge de 21 ans,. Il pratique le droit à Trois-Rivières de 1828 à 1860.
De 1842 à 1846, il est préfet du comté de Trois-Rivières, puis maire de 1846 à 1853 et élu député à l'Assemblée législative de la province du Canada pour Trois-Rivières en 1848, 1851 et 1854. Il est également Bâtonnier du Québec de 1853 à 1854 et juge de la Cour supérieure à Trois-Rivières de 1860 à 1880. En 1854, il est nommé conseiller de la reine.
Il meurt à Trois-Rivières, le 6 janvier 1887.